# Cantonul Olargues
Cantonul Olargues este un canton din arondismentul Béziers, departamentul Hérault, regiunea Languedoc-Roussillon, Franța.

## Comune
- Berlou
- Cambon-et-Salvergues
- Colombières-sur-Orb
- Ferrières-Poussarou
- Mons
- Olargues (reședință)
- Prémian
- Roquebrun
- Saint-Étienne-d'Albagnan
- Saint-Julien
- Saint-Martin-de-l'Arçon
- Saint-Vincent-d'Olargues
- Vieussan